# 西袋駅
西袋駅（にしぶくろえき）は、山形県東田川郡庄内町西袋にある、東日本旅客鉄道（JR東日本）羽越本線の駅である。

## 歴史
信号場時代から旅客の取り扱いを行っていたが、1950年（昭和25年）に正式に駅に昇格した。
駅開業前の近隣住民は、信号場名を当時の村名である「十六合（いざあい）」または「西袋」に、駅名を「十六合（いざあい）」または村名を読みやすくした「十六合（じゅうろくごう）」にするよう求めていたが、採用されなかった。

### 年表
- 1918年（大正7年）10月：西袋新駅設置が請願される[6]。
- 1927年（昭和2年）3月：西袋新駅設置が再度請願される[7]。
- 1929年（昭和4年）
  - 2月22日：西袋新駅設置が再々度請願される[8]。
  - 3月14日：西袋新駅設置が採択される[8]。
- 1944年（昭和19年）
  - 6月1日：南余目信号場として開設[9]。
  - 7月15日：西袋駅昇格期成同盟会が設置される[4]。

- 1950年（昭和25年）3月15日：駅に昇格、西袋駅開業[2]。同日開業式を実施[5]。
- 1972年（昭和47年）9月1日：荷物扱いを廃止[10]。無人化[11]。
- 1987年（昭和62年）4月1日：国鉄分割民営化により、東日本旅客鉄道の駅となる[9]。
- 2024年（令和6年）10月1日：えきねっとQチケのサービスを開始[1][12]。

## 駅構造
相対式ホーム2面2線を有する地上駅で、酒田駅管理の無人駅となっている。ホーム間は跨線橋で結ばれている。
1番線側に簡易駅舎（男女共用トイレあり）を備える。2番線側に木造の待合室（1950年3月竣工）が設置されており、2番線にも駅の出入口がある。自動券売機の設置はなく、乗車駅証明書発行機が1番線、2番線それぞれに設置されている。

### のりば
| 番線 | 路線      | 方向 | 行先           |
| ---- | --------- | ---- | -------------- |
| 1    | ■羽越本線 | 上り | 鶴岡・新津方面 |
| 2    | ■羽越本線 | 下り | 酒田・秋田方面 |

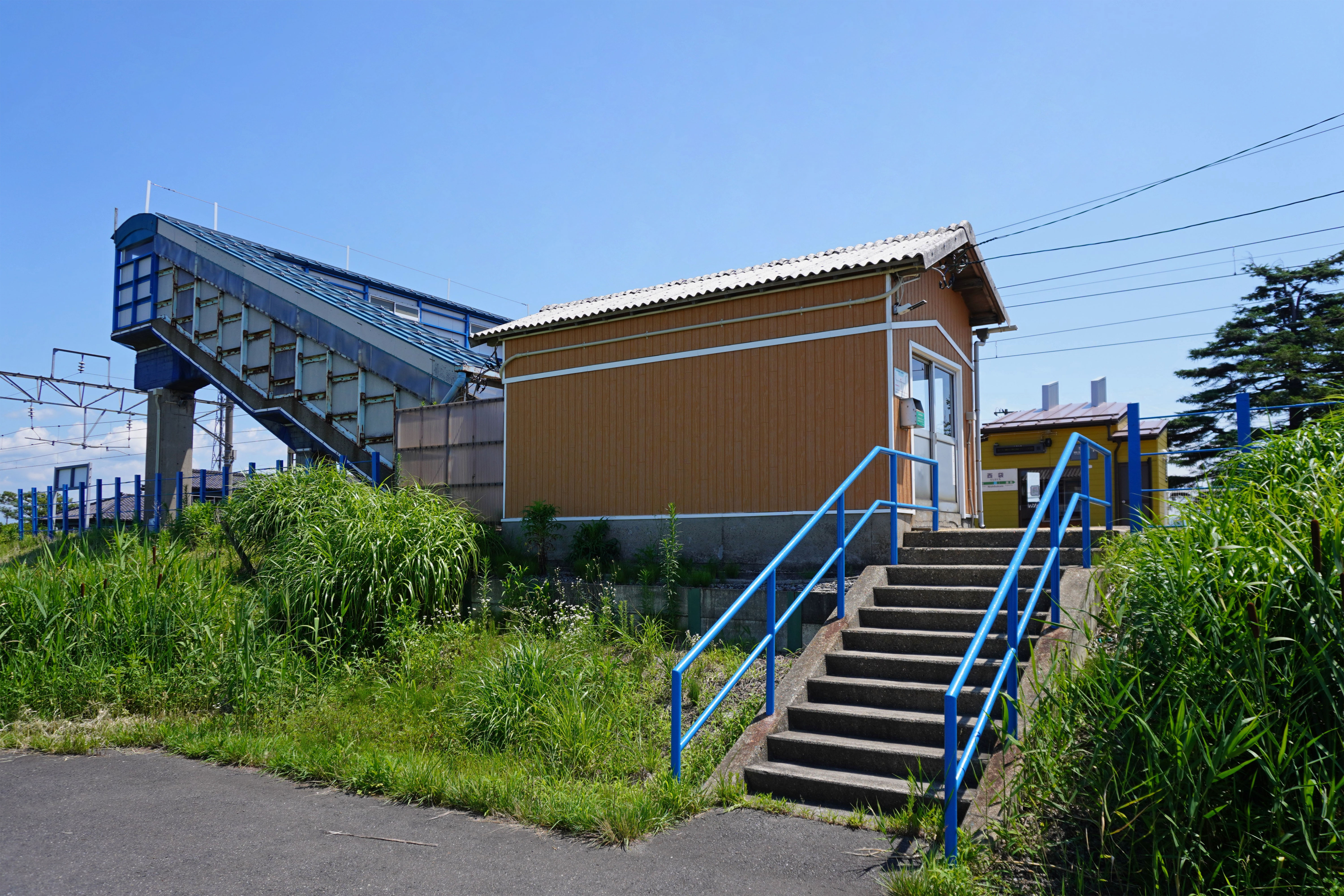
2番線ホーム出入口（2023年7月）
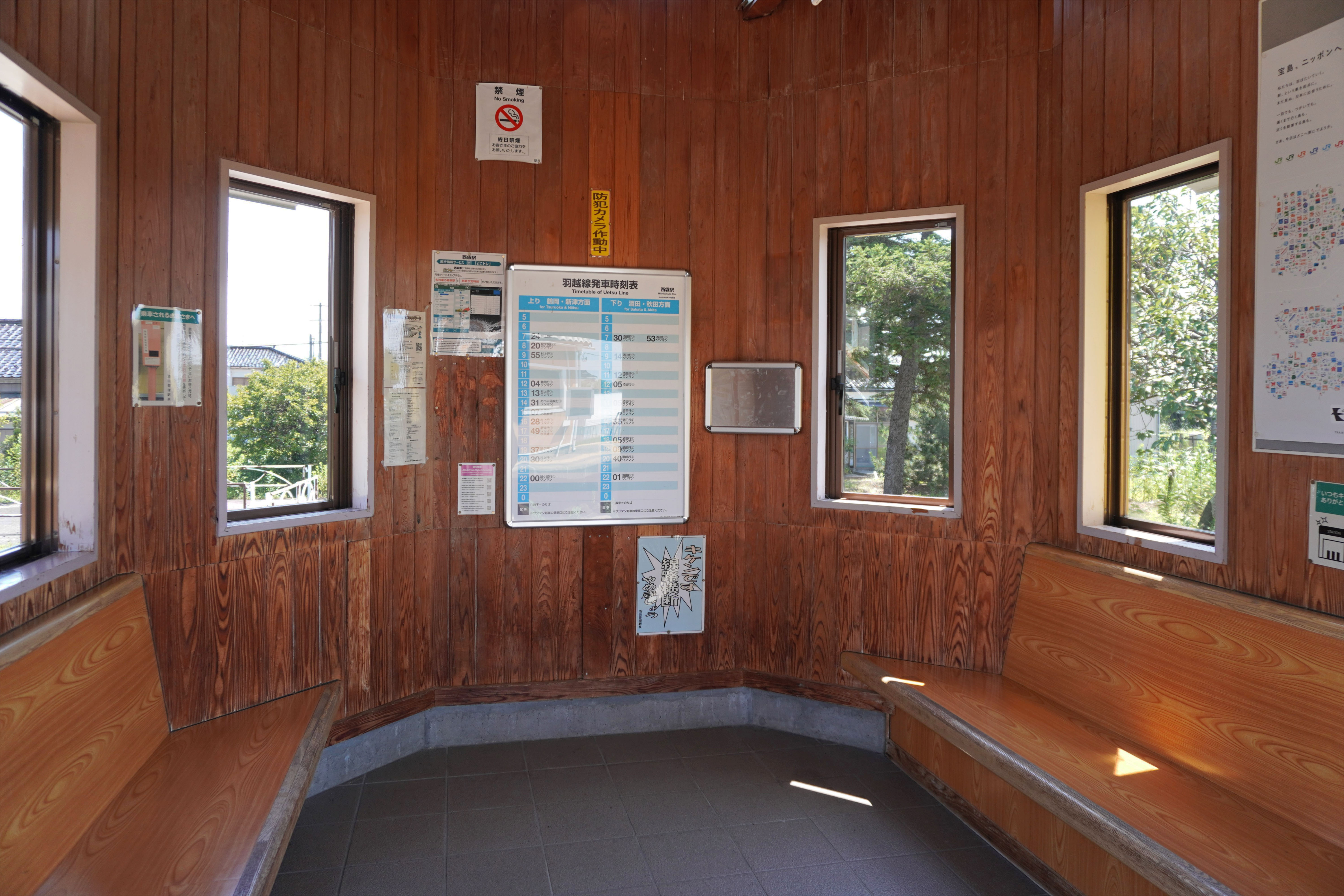
1番線ホーム待合室（2023年7月）
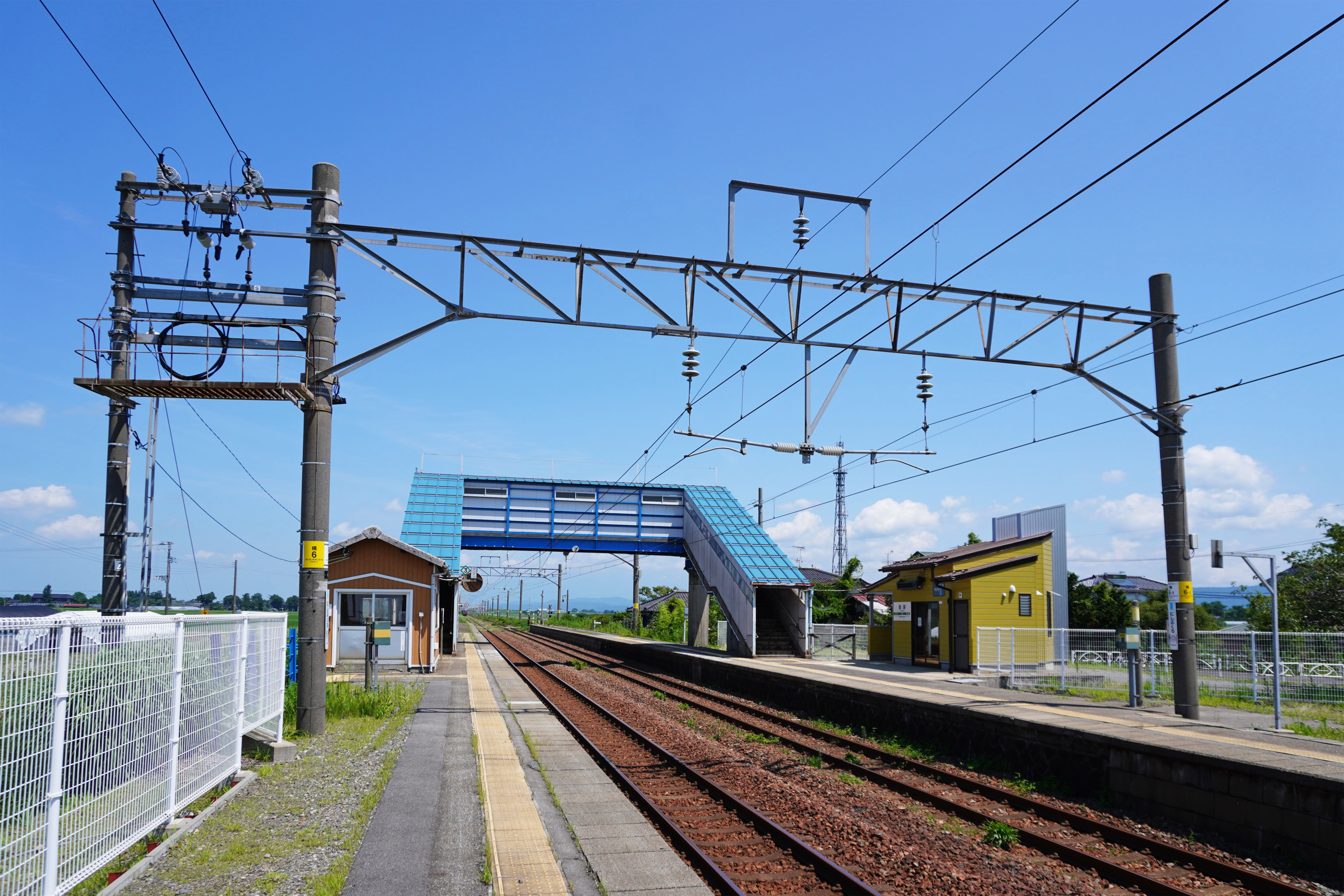
ホーム（2023年7月）

## 利用状況
1955年度（昭和30年度）、1987年度（昭和62年度）- 2004年度（平成16年度）の1日平均乗車人員の推移は以下のとおりであった。
| 乗車人員推移        | 乗車人員推移     | 乗車人員推移 |
| 年度                | 1日平均 乗車人員 | 出典         |
| ------------------- | ---------------- | ------------ |
| 1955年（昭和30年）  | 539              | [ 14 ]       |
| 1987年（昭和62年）  | 155              | [ 15 ]       |
| 1988年（昭和63年）  | 148              | [ 15 ]       |
| 1989年（平成0元年） | 134              | [ 15 ]       |
| 1990年（平成02年）  | 131              | [ 15 ]       |
| 1991年（平成03年）  | 125              | [ 15 ]       |
| 1992年（平成04年）  | 143              | [ 15 ]       |
| 1993年（平成05年）  | 139              | [ 15 ]       |
| 1994年（平成06年）  | 136              | [ 15 ]       |
| 1995年（平成07年）  | 131              | [ 15 ]       |
| 1996年（平成08年）  | 135              | [ 15 ]       |
| 1997年（平成09年）  | 133              | [ 15 ]       |
| 1998年（平成10年）  | 139              | [ 15 ]       |
| 1999年（平成11年）  | 141              | [ 15 ]       |
| 2000年（平成12年）  | 126              | [ 15 ]       |
| 2001年（平成13年）  | 123              | [ 15 ]       |
| 2002年（平成14年）  | 107              | [ 15 ]       |
| 2003年（平成15年）  | 104              | [ 15 ]       |
| 2004年（平成16年）  | 86               | [ 15 ]       |

## 駅周辺
周辺にはショウナイキンギョの養魚場が数軒あり、直売にも応じている。田んぼが多い。
- 西袋簡易郵便局
- 県道342号

## 隣の駅
東日本旅客鉄道（JR東日本）
■羽越本線
藤島駅 - 西袋駅 - 余目駅